# NGC 2403

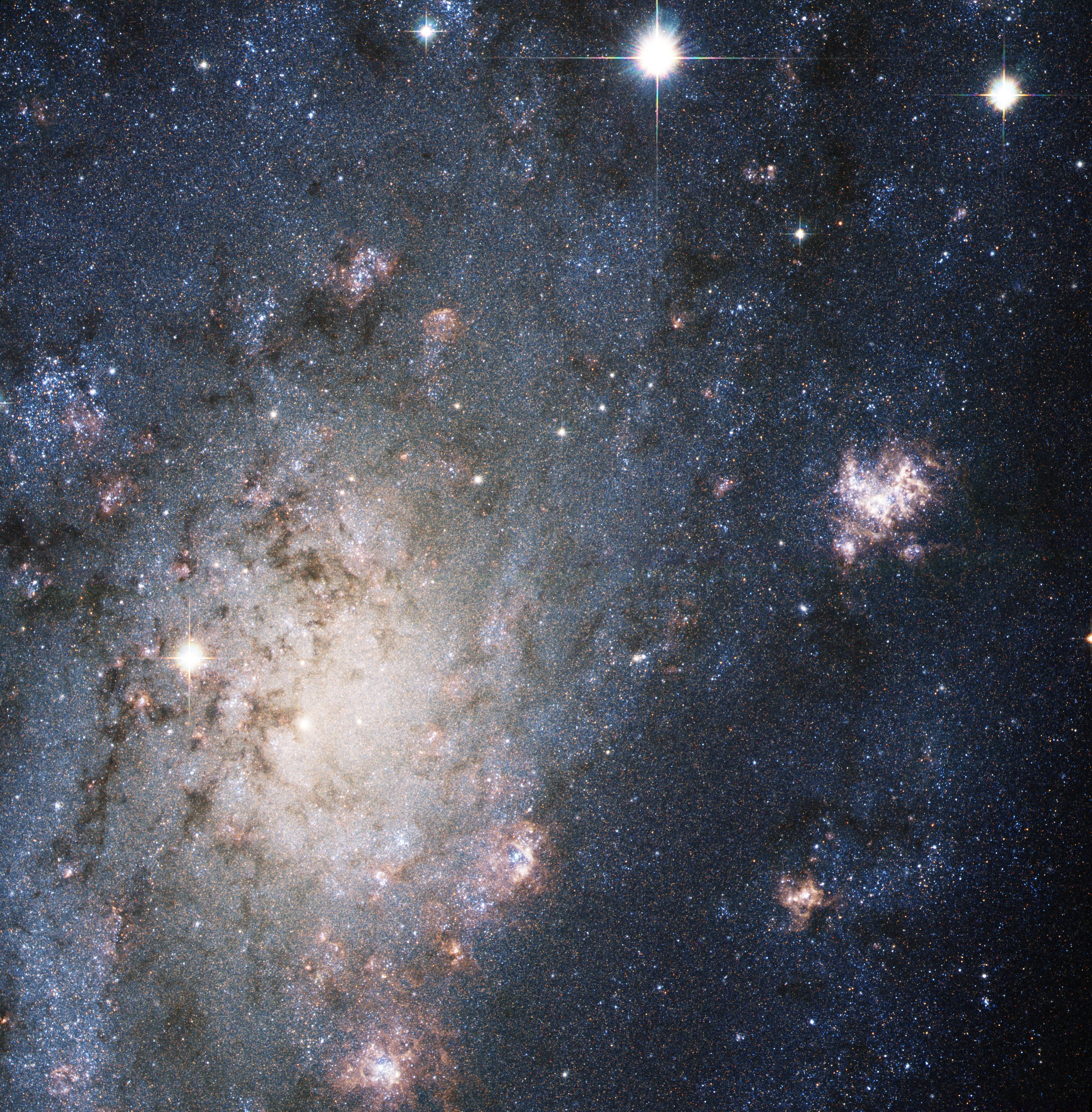
Hình ảnh NGC 2403 chụp bằng kính viễn vọng Hubble

NGC 2403 (còn có các tên gọi khác là Caldwell 7, UGC 3918 và PGC 21396) là tên của một thiên hà xoắn ốc trung gian nằm trong chòm sao Lộc Báo. Trong nhóm M81 . Vị trí của thiên hà nằm ở ngoài rìa và khoảng cách xấp xỉ của nó với chúng ta là khoảng 8 triệu năm ánh sáng. Nó mang những đặc tính giống nhau đến ấn tượng với thiên hà Tam Giác ( messier 33 , M33 ), có đường kính là 50000 năm ánh sáng và chứa nhiều khu vực hình thành sao H II. Nhánh xoắn ốc phía bắc nối nó với khu vực hình thành sao tên là NGC 2404. NGC 2403 có thể được quan sát với một cái ống nhòm có kích thước 10 x 50.

## Siêu tân tinh
Vào cuối năm 2004, hai siêu tân tinh được quan sát trong thiên hà này tên là: SN 1954J, nó đạt độ sáng lớn nhất là 16 và siêu tân tinh thứ hai tên là SN 2004dj.

## Lịch sử
Thiên hà này được phát hiện bởi nhà thiên văn học người Anh gốc Đức William Herschel vào năm 1788. Sau đó, nhà thiên văn học người Mĩ Allan Sandage đã phát hiện nó là loại sao biến quang Cepheids bằng kính thiên văn Hale. Đây là một điều khác biệt vì lần đầu tiên một thiên hà biến quang Cepheid được phát hiện làm nằm bên ngoài nhóm Địa phương. Và ông ấy đã chỉ ra khoảng cách của nó chỉ là 8000 năm ánh sáng. Nhưng ngày nay thì khoảng cách chính xác của nó là khoảng 8 triệu năm ánh sáng, gấp cả nghìn lần khoảng cách trước đó (2 mega parsec)